# Henryk Kowalczyk

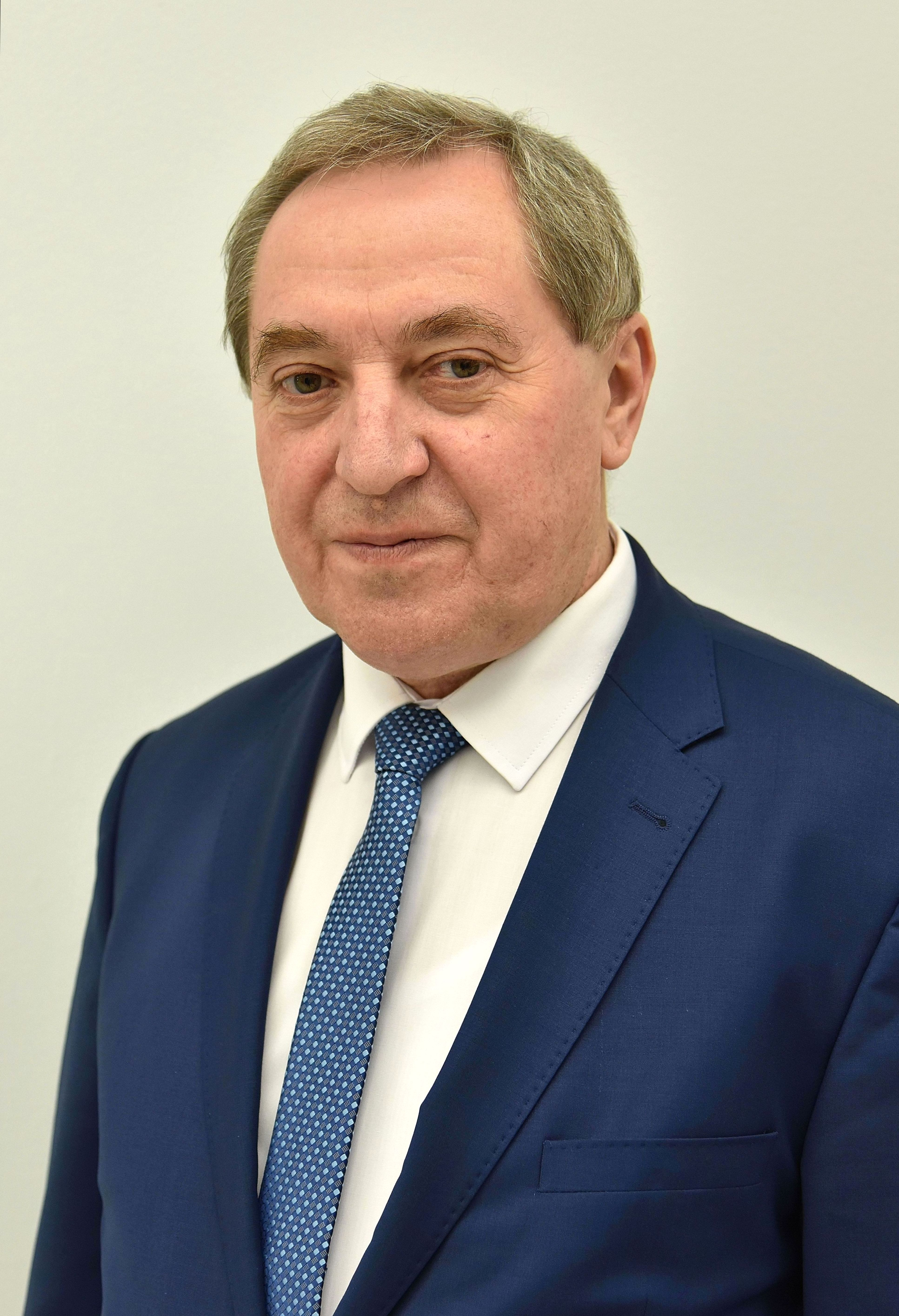
Henryk Kowalczyk (2016)

Henryk Kowalczyk (* 15. Juli 1956 in Żabianka) ist ein polnischer Politiker. Von 2021 bis 2023 war er stellvertretender Ministerpräsident im Kabinett Morawiecki II.

## Leben
Er beendete 1980 das Studium an der Fakultät für Mathematik der Universität Warschau und arbeitete in den Jahren 1979 bis 1990 als Mathematiklehrer in der Landwirtschaftsschule in Golądkowo. Zwischen 1990 und 1998 sowie von 1999 bis 2005 übte Kowalczyk das Amt des Vogtes (Wójt) der Gemeinde Winnica aus. Daneben war er in den Jahren 1980 bis 1981 Vorsitzender der Betriebskommission der oppositionellen Gewerkschaft Solidarność in der Landwirtschaftsschule von Golądkowo und leitete von 1989 bis 1992 das Bürgerkomitee „Solidarność“ der Gemeinde Winnica.
Vom 19. Februar bis zum 31. Dezember 1998 war er Woiwode der Woiwodschaft Ciechanów. In den Jahren 1999 bis 2002 saß er im Sejmik der Woiwodschaft Masowien. Bis 1992 bis 2003 war er Mitglied der Zjednoczenie Chrześcijańsko-Narodowe (Christlich-Nationale Vereinigung – ZChN). Er gehörte der Akcja Katolicka (Katholische Aktion) des Bistums Płock und war Stellvertretender Vorsitzender des Diözesanrats in den Jahren 1999 bis 2003. 
Seit 2005 ist er Mitglied der Prawo i Sprawiedliwość (Recht und Gerechtigkeit – PiS). Bei den Parlamentswahlen 2005 wurde er für den Wahlkreis Siedlce über die Liste der PiS in den Sejm gewählt, dem er seither angehört. Vom 7. Juni 2006 bis zum 16. November 2007 war er Staatssekretär im Ministerium für Landwirtschaft und Bevollmächtigter der Regierung für die Gestaltung des Landwirtschaftssystems im Kabinett Kaczyński.
Am 16. November 2015 wurde er im Kabinett Szydło zum Leiter des ständigen Ausschusses des Ministerrates ernannt und nach dem Amtsabtritt von Dawid Jackiewicz interimistisch Minister für Staatsvermögen, wobei er für den Auflösungsprozess der Behörde zuständig war. ER wurde nach dem Tod von Jan Szyszko zum Umweltminister im Kabinett Morawiecki I ernannt. 
Im Kabinett Morawiecki II wurde er im Oktober 2021 Minister für Landwirtschaft und ländliche Entwicklung und einer der Stellvertreter des Ministerpräsidenten. Nach Bauernprotesten gegen gefallene Getreidepreise in Polen, ausgelöst durch Logistikprobleme beim Weitertransport von aus der Ukraine importiertem Getreide in andere EU-Länder, trat er Anfang April 2023 als Landwirtschaftsminister zurück. Nachfolger wurde Robert Telus.